# Louisinidae
I louisinidi (Louisinidae) sono una famiglia di mammiferi estinti, probabilmente appartenenti ai macroscelidi. Vissero tra il Paleocene medio e l'Eocene inferiore (circa 62 - 53 milioni di anni fa) e i loro resti fossili sono stati ritrovati in Europa.

## Descrizione
Questi animali erano di piccole dimensioni e non dovevano superare i 30 centimetri di lunghezza. Probabilmente dovevano assomigliare a toporagni. Erano caratterizzati dalla presenza di un forame mentale posto al di sotto della parte mesiale del primo molare inferiore (o al di sotto della parte distale del quarto premolare inferiore in Dipavali). Erano inoltre caratterizzati dai quarti premolari semimolariformi (quelli superiori erano dotati di un grande metacono e quelli inferiori di un grande ipoconide), una caratteristica che si riscontra anche in altri mammiferi simili a insettivori come Adapisorex, Adunator, i macroscelididi e i leptictidi, ma che non si riscontra né negli afeliscidi né negli anfilemuridi. 

## Classificazione
La famiglia Louisinidae venne istituita nel 1982 da Sudre e Russell con il rango di sottofamiglia (Louisininae) per accogliere alcuni piccoli insettivori del Paleogene europeo, come Louisina e Monshyus. Un'analisi cladistica eseguita da Hooker e Russell nel 2012 ha indicato che la famiglia Apheliscidae, comprendente anche i louisinini, era in realtà polifiletica, e pertanto era necessario considerare i louisinini una famiglia a sé stante (Louisinidae).
I louisinidi comprendono una serie di forme (Berrulestes, Cingulodon, Dipavali, Gigarton, Louisina, Monshyus, Prolouisina, Thryptodon, Walbeckodon) tipiche dei sedimenti paleocenici di Belgio, Francia e Germania, anche se un louisinide ancora non descritto ufficialmente è stato ritrovato in terreni dell'Eocene inferiore di Dormaal, in Belgio (Coillot et al., 2013).